# Tathodelta aroensis
Tathodelta aroensis är en fjärilsart som beskrevs av Bethune-Baker 1906. Tathodelta aroensis ingår i släktet Tathodelta och familjen nattflyn. Inga underarter finns listade i Catalogue of Life.